# Выделенная полоса

Выделенная автобусная полоса в Москве

Выделенная полоса для движения общественного транспорта — полоса движения, перемещение по которой (постоянно или в определённые дни и часы) ограничено для личного транспорта. Выделенные полосы предназначены для ускорения общественного транспорта при высокой загрузке дорог, снижения числа ДТП и т.д.

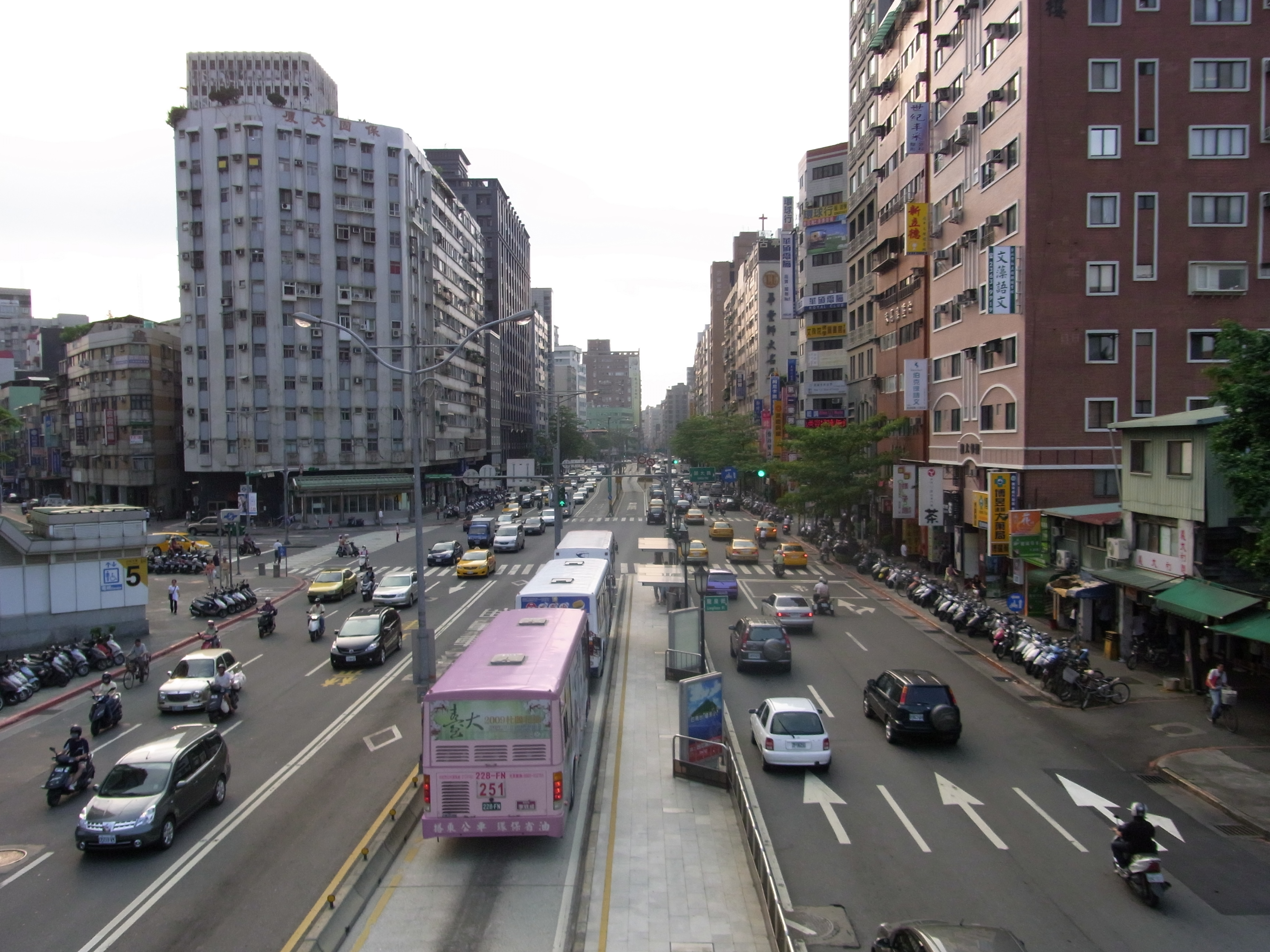
Полоса для общественного транспорта, расположенная по центральной оси улицы Рузвельта в Тайбэе, Тайвань. На встречной полосе видна разметка в виде ромба

## Обозначение
- На полосу наносится либо короткое слово (как «BUS» в английском), либо первые буквы слова «автобус» («А» в русском).
- На полосу для транспорта с фактической вместимостью от x человек наносится контурный ромб.
- Въезд на полосу (в России) обозначается знаком 5.14 и/или 3.1 (если в этом направлении может ехать только общественный транспорт, а остальным надо в обход), а начало дороги с такой полосой — знаком 5.11.
- На выезде с прилегающих дорог размещается знак 5.13.1 или 5.13.2 [неизвестный термин].
- Если полоса трамвайная, то в расчёт берётся расположение путей на дороге и конструктивное выделение.

## Виды
Мягкий: допускается движение такси, а также спецтранспорта.
- Режимная полоса: используется только в указанное время, чаще всего в часы пик. В остальное время может использоваться обычным образом. Часто обозначается реверсивными светофорами. Часто допускается перестроение на данную полосу для поворота на второстепенную дорогу.
- Только общественный транспорт: личный транспорт не может заезжать ни при каких условиях (исключая понятие крайней необходимости).
- «Противошёрстная» полоса: на односторонних улицах транспорт по такой полосе движется против общего движения. Чаще всего появляется на недостаточно широких улицах, где было распространено интенсивное трамвайное движение, но ширина не позволяет запустить полноценное двухстороннее движение. Также используют в случаях, когда необходимо предотвратить двухрядную парковку на дорогах с односторонним движением.
- Полоса для транспорта с фактической загрузкой от x человек (указано на знаке). На данной полосе из личного транспорта допускаются только автомобили.
- Платная полоса (общественный транспорт едет бесплатно).

Жёсткий: допускается движение только обозначенных транспортных средств (маршрутных либо тех, которые указаны в табличке под основным знаком). Спецтранспорт может двигаться только при наличии согласования или включённой свето-звуковой сигнализацией (в просторечии «мигалкой»).
- Автобусный разъезд: однополосная дорога с разъездами. Применяется при невозможности расширения дороги по всей длине хотя бы до 2 полос.
- Автобусно-трамвайная полоса.

## Специальные виды
- Олимпийская полоса: по требованию МОК, для транспорта, обслуживающего спортсменов, должна быть выделена особая полоса. Чаще всего на эту роль назначаются выделенные полосы для общественного транспорта. Обозначаются Олимпийскими кольцами.
- Реверсивные светофоры: в случае короткого участка одна из полос переключается водителем (или диспетчером) на время, достаточное для преодоления участка. Может использоваться также сигнализация на замыкание определённого участка контактной сети.
- В некоторых регионах США (в частности, в штате Калифорния) право пользования выделенными полосами предоставляется гибридным автомобилям вне зависимости от их пассажиронаполненности[1].

## Обгонная полоса
Обгонная полоса, или спецкарман: дополнительная полоса, используемая только для поворота общественного транспорта (например, для поворота налево на Профсоюзной улице у метро Новые Черёмушки).

## Выделенные полосы в России

### Казань
Массово введены на большинстве улиц шириной не менее трёх полос в одну сторону в два приёма: в 2008 и 2010 годах. Автомобилисты неоднократно пытались оспорить их появление в судах. Используются в основном автобусными маршрутами. На время проведения Универсиады 2013 и чемпионата по водным видам спорта в 2015 году число дорог с выделенными полосами было увеличено, включая дороги, где движение общественного маршрутного транспорта отсутствовало. По окончании данных мероприятий «спортивные» полосы были ликвидированы.

### Москва

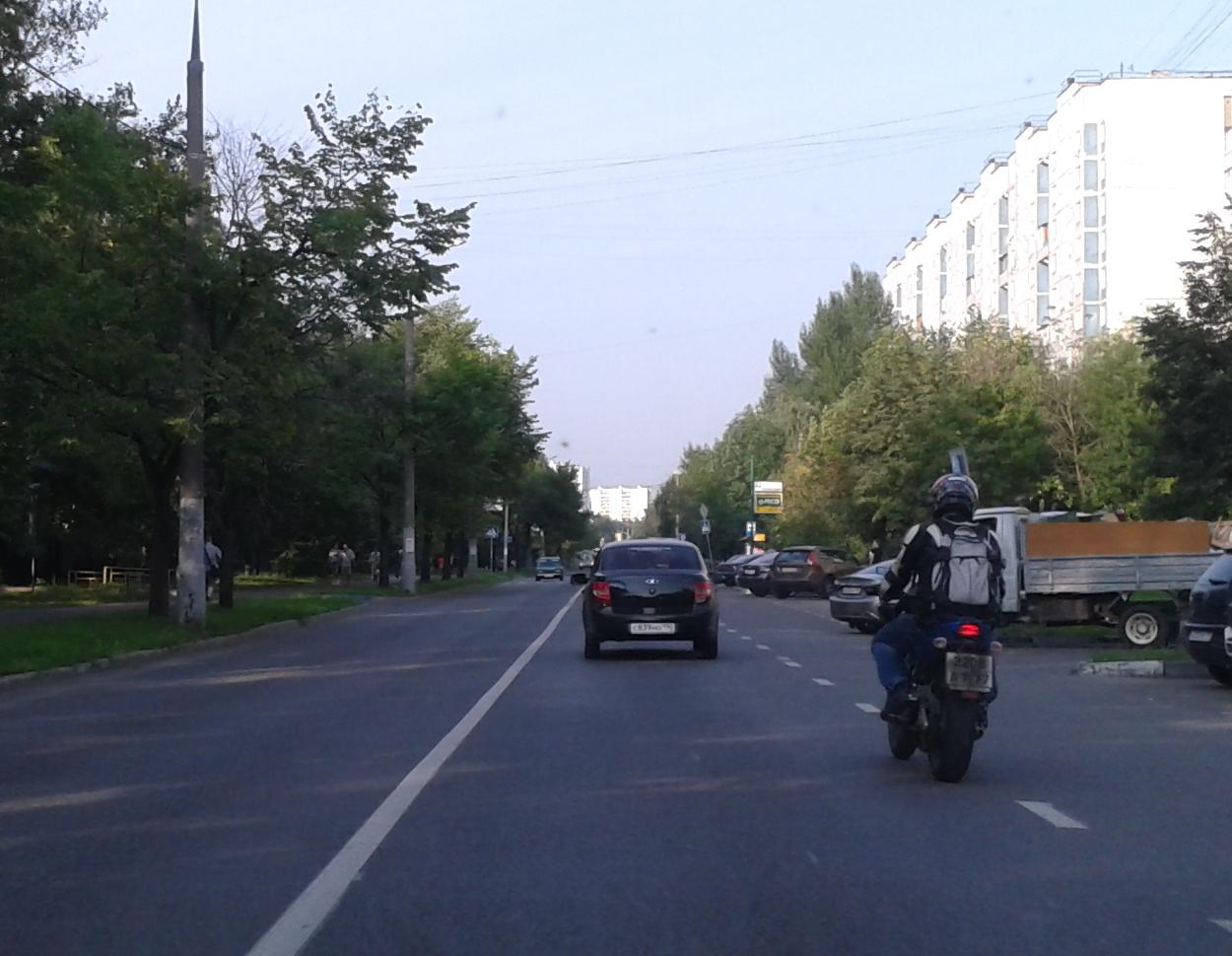
Противошёрстная полоса на улице Плещеева (вдалеке виден нарушитель)

Выделенные полосы в Москве создавались для борьбы с пробками. Их создание входило в план «Город, удобный для жизни», разработанный мэром столицы Сергеем Собяниным в конце 2010 года. За последние пять лет в городе было создано более 200 километров выделенных полос для общественного транспорта. Общая протяженность выделенных полос в Москве к 2015 году составила 241 км.

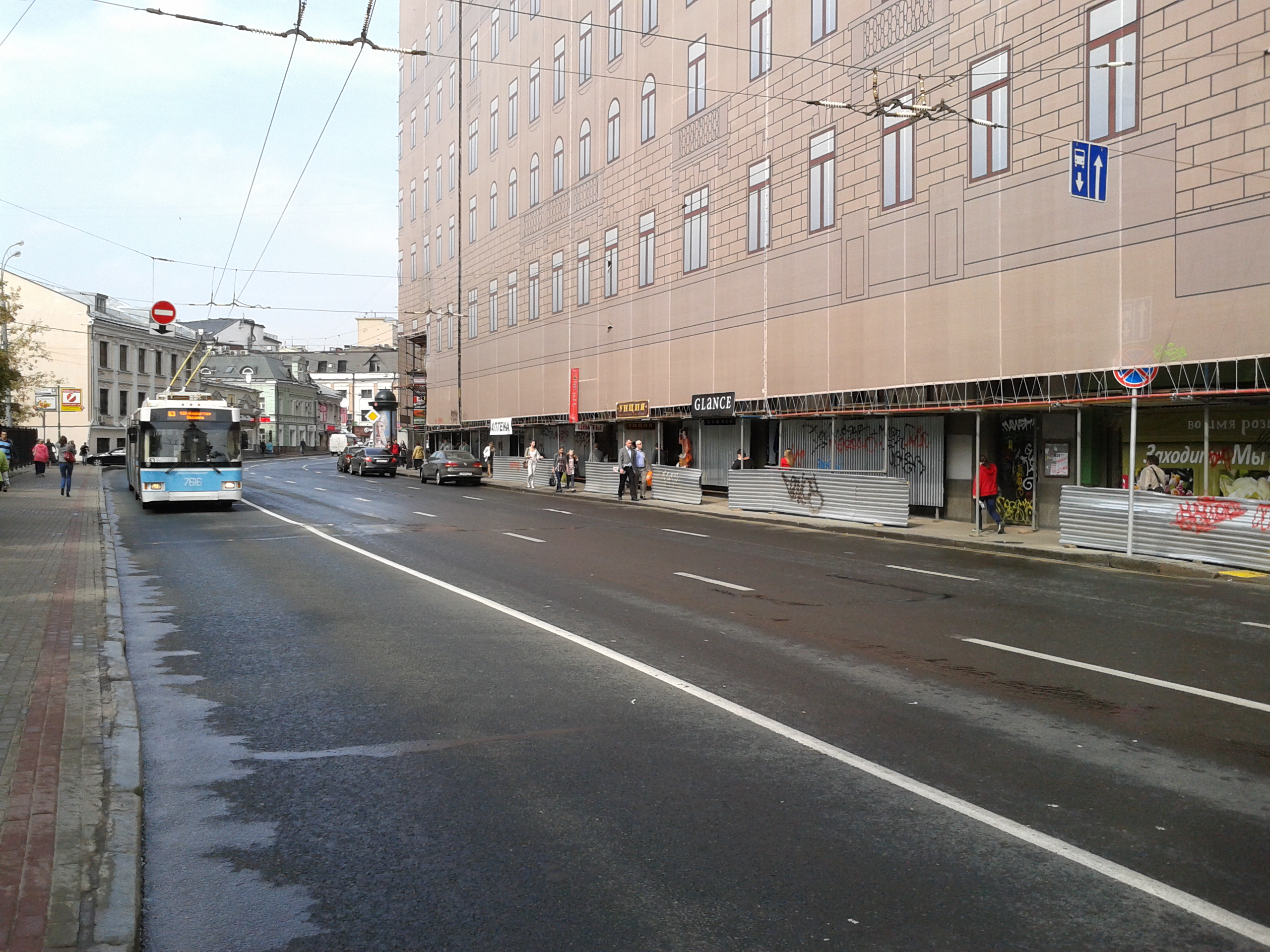
Противошёрстная полоса на Солянке

Выделенные полосы для общественного транспорта позволили увеличить на 15-30 % скорость движения автобусов, трамваев и троллейбусов. К началу 2016 года планируется ввести около 260 км выделенных полос для общественного транспорта. Пассажиропоток на выделенных полосах для общественного транспорта превышает 1,5 млн человек в день.
В 2014 году московский наземный транспорт перевез на 30 % больше пассажиров, чем годом ранее. За счет введения выделенных полос число аварий с участием общественного транспорта сократилось на 28,5 %.

В 2015 году Центр организации дорожного движения (ЦОДД) увеличил количество выделенных полос за счет переразметки и сужения существующих полос. Эти работы планируется провести на Волоколамском шоссе от улицы акад. Курчатова до Пехотной улицы, а также на участке Ленинского проспекта от проспекта Вернадского до МКАД, Русаковской улице. Рассматривается возможность сужения полос на Варшавском и Каширском шоссе.

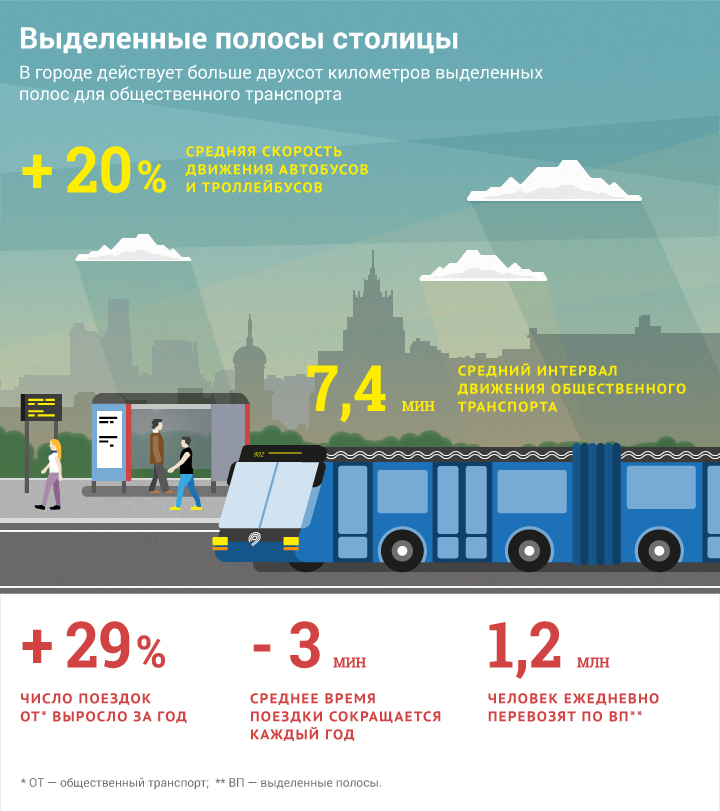

- Противошёрстные полосы в центре: Маросейка — Покровка — Солянка (с участком левой полосы на Новой площади). Полоса в нарушение ПДД используется для обгона спецтранспортом[33], а на части Маросейки (по причине очень узкого тротуара) и пешеходами.
- Таганская улица: от Абельмановской заставы до метро.
- Улица Старый Гай[34]: встречная полоса при следовании к метро.
- Улица Плещеева[35]: встречная полоса при следовании к станции метро Бибирево.
- Противошёрстная полоса на Осеннем бульваре[36] (Троллейбус № 19).
- Обгонные полосы: карман для поворота транспорта малой и большой вместимости с второй полосы Профсоюзной улицы к «Газпрому» (для поворота «Гармошек» непригодна[источник не указан 4555 дней]); а также приоритетные бессветофорные полосы для выезда автобусов от станции Крюково.
- Экспериментальная выделенная полоса на Волоколамском шоссе (от ст. метро «Тушинская» до МКАД — 2,2 км). Официально первая нетрамвайная. Функционирует с 25 июля 2009 года[37].
- Выделенная полоса на проспекте Андропова в обе стороны от станции метро «Коломенская» до пересечения с Каширским шоссе — 2,7 км[38], действует с 3 января 2011 года[39];
- Выделенная полоса на Ленинградском проспекте в обе стороны от Белорусского вокзала до станции метро «Сокол». Функционирует с 9 июля 2011 года[37]. Два участка — 5 км[38];
- Выделенная полоса на Щёлковском шоссе от Хабаровской до Халтуринской улицы (в обе стороны)[40] — 6,5 км[38] с 14 июля 2011 г.[41];
- Выделенная полоса на Боровском шоссе  от МКАД до улицы Шолохова[42] — 6 км[38] с 24 августа 2011 г.[43];
- Липецкая улица — 4,8 км[38] c 22 сентября 2011 года[39];
- Севастопольский проспект — 10,1 км[38] с 6 октября 2011 года;
- Пятницкое шоссе — 3,9 км[38] с 4 февраля 2012 г.[44];
- Проспект Вернадского — 0,9 км[38] (возле ст. м. «Юго-Западная»);
- Фестивальная улица — 1,25 км от Ленинградского шоссе до улицы Лавочкина, причём в сторону ул. Лавочкина разрешено движение только общественного транспорта;
- Пролетарский проспект и Бакинская улица с 29 октября 2011 года (в составе выделенной полосы от м. «Коломенская» до МКАД протяжённостью — 11,6 км)[39];
- Бережковская набережная, Воробьёвское шоссе, ул. Косыгина (до Мичуринского проспекта), Мичуринский проспект (от пл. Индиры Ганди до Озёрной улицы), Озёрная улица (в продолжении Мичуринского пр-та — до МКАД) с 5 ноября 2011 года[39];
- Аминьевское шоссе (от Кутузовского проспекта) — ул. Лобачевского — ул. Обручева — Балаклавский проспект (до Варшавского шоссе), протяжённостью — 15,5 км, с 12 ноября 2011 года[39];
- Ярославское шоссе, проспект Мира до площади Рижского вокзала, действует с 19 ноября 2011 года[39].
- Магистраль Вешняки—Люберцы: по мосту через МКАД движение иного транспорта официально не запрещено, однако после съезда с моста находится зона с движением только общественного транспорта.
- Алтуфьевское шоссе — от Сигнального проезда до Вологодского проезда с 1 ноября 2012 года.
- Противошёрстная полоса на Смольной улице от Беломорской улицы до Фестивальной улицы (1,1 км).

Также уже нанесена разметка, но ещё официально не введены в строй выделенные полосы на Шоссе Энтузиастов, проспекте Маршала Жукова, Профсоюзной улице, Люблинской улице (планировавшееся введение с 01.11.2012 отменено).
С 31 марта 2012 года, под давлением автомобилистов (аргументами была «спорность» полосы по части Проспекта Андропова, а также на Звенигородском Шоссе между Улицей Мнёвники и ТТК, первый маршрут № 850 по которой был запущен только после организации указанной полосы), вновь введённые выделенные полосы были переведены в режим работы «только по рабочим дням» (обозначены соответствующим знаком).

#### Выделенные полосы в Москве в прошлом
- Выделенная дорога для общественного транспорта: при ремонте Лужнецкого метромоста (метрополитен работал только до станции «Спортивная») было организовано канализированное движение наземного общественного транспорта по Комсомольскому проспекту и Проспекту Вернадского от временно закрытой ст. м. «Юго-Западная» к работающим станциям «Спортивная» и «Фрунзенская». Маршруты САС использовали для движения центральные полосы проезжей части. Для обеспечения работы скоростных маршрутов были построены новые остановки, временные светофорные объекты, пункты регулирования, изменена организация движения. Также использовались и существующие посадочные площадки, которые были реконструированы. Въезд личного транспорта на Проспект Вернадского был закрыт. Спецтранспорт (скорая помощь, аварийные службы и т. д.) допускались без ограничений. Для организации перевозок пассажиров были организованы три маршрута — к северному и южному вестибюлям ст. м. «Спортивная» и к ст. м. «Фрунзенская». Это было сделано для распределения пассажиропотоков между различными входами и станциями метрополитена. Все светофорные циклы были изменены с учётом приоритетного пропуска САС. Наземный транспорт осуществлял перевозки с интервалом движения около 20 секунд (суммарный для трёх маршрутов), скорость сообщения составляла порядка 30—40 км/час, а перевозки доходили до 10—15 тысяч пассажиров в час[источник не указан 4552 дня]. В связи с тем, что расстояние пешего подхода от остановок САС до входа на работающие станции метрополитена было различным (при этом расстояние до входов на станцию метро Спортивная было больше, чем до станции м. «Фрунзенская»), пассажиры предпочитали наиболее короткие пути. Следствием этого была перегрузка автобуса М3, следующего к ст. м. «Фрунзенская». Однако повышать частоты движения на нём было нельзя из-за ограничения по входу пассажиров на станцию. После окончания ремонтных работ было много обращений пассажиров[источник не указан 4552 дня] с просьбой сохранить такую схему работы общественного транспорта. Подобное решение применялось и в дальнейшем при всех периодах временного закрытия участков метрополитена в Москве.
- Выделенная полоса по улицам Сретенка и Большая Лубянка: существовала до 2003 года как противошёрстная полоса, позволявшая без пересадок проехать с северной стороны Садового кольца до Лубянской площади. В данный момент троллейбусы следуют односторонним кольцом по Мясницкой — Сретенке (с фактической «конечной» Мясницкая, 9). При этом полоса занята парковкой и не используется для движения, контактная сеть снята только на пересечении с Садовым кольцом, а на остальном протяжении сохранена. Восстановлена в 2017 году[55].

### Санкт-Петербург
- Противошёрстная полоса на Невском проспекте (от площади Восстания до Полтавской улицы): 600 м.
- Противошёрстная полоса на Загородном проспекте (от Звенигородской улицы до Владимирской площади): 850 м.
- Противошёрстная полоса на Гороховой улице (от Малой Морской улицы до набережной реки Фонтанки): 1350 м.
- Противошёрстная полоса на Вознесенском проспекте (от Садовой улицы до набережной реки Мойки): 950 м.
- Противошёрстная полоса на Малой Морской улице: 450 м.
- Первая выделенная трамвайно-автобусная полоса в городе: Лиговский проспект (от Кузнечного переулка до Расстанной улицы): 2200 м. Является реконструированной трамвайной выделенной полосой. Функционирует с 2006 года. После реконструкции (в частности, вырубки деревьев) появилась возможность движения по ней автобусов. На данный момент полоса является трамвайно-автобусной. Основной её недостаток заключается в том, что выделенная полоса заканчивается за 400 м до площади Восстания, являющейся крупным транспортным узлом (две станции метро, Московский вокзал, очень много маршрутов наземного общественного транспорта). Трамвайные пути сворачивают в Кузнечный переулок, где происходит оборот трамвайных вагонов (до 2007 года трамвайные пути доходили до площади Восстания и 2-й Советской улицы; в 2007 году произошёл их демонтаж). Также к недостаткам полосы можно отнести несогласованность движения по ней: в часы «пик» автобусы начинают мешать движению трамваев, в связи с чем падает средняя скорость движения по полосе. К её плюсам стоит отнести появившуюся для жителей микрорайона вдоль Лиговского проспекта и Фрунзенского района (Купчино) возможность достаточно быстро, минуя транспортные заторы, добраться из центра в спальный район на трамвае или автобусе. После организации приоритетного движения для трамваев и автобусов по Лиговскому проспекту на нём было отменено троллейбусное движение (троллейбус, простаивающий в общем транспортном потоке, признали неконкурентоспособным), а также движение маршрутных такси.
- Выделенные полосы для троллейбусов и автобусов на Большом проспекте Петроградской стороны и Большой Пушкарской улице. На практике проработали выделенными недолго (несколько месяцев после организации в 2007 году, пока за движением на этих магистралях усиленно следила ГИБДД). Являются обычными пошёрстными полосами, выделенными лишь знаками и разметкой. На практике из-за того, что повороты направо по-прежнему осуществляются автотранспортом с этих полос, а также из-за наличия неправильно запаркованных автомобилей на них, данные полосы малоэффективны (тем не менее, общественный транспорт даже в таких условиях движется в часы «пик» быстрее, чем остальной поток).
- Выделенная полоса на Невском проспекте (от набережной реки Мойки до улицы Восстания): 2300 м. Открыта 20 декабря 2008 года. Движение осуществляется только низкопольным подвижным составом нового образца. Движение маршрутных такси по этой полосе было запрещено, что послужило к полному прекращению их движения по Невскому проспекту (для маршрутных такси были разработаны альтернативные маршруты объезда, но на практике большинство перевозчиков либо отказалось по ним ездить, либо же различными способами стремится нарушить новые трассировки маршрутов, навязанные Смольным). Тем не менее, известны случаи массового нарушения запрета на движение маршрутных такси на Невском проспекте, а также парковки личных автомобилей на ней (пик таких инцидентов пришёлся на первые четыре месяца после открытия выделенной полосы). Полоса существует в обоих направлениях.
- Выделенная полоса на проспекте Просвещения. Является полностью трамвайной. Примечательно, что в 2007 году по ней, после ремонта трамвайных путей (выполненного с нарушением технологии), было открыто т. н. «скоростное» движение трамваев (маршрут № 57 был перенумерован в № 100, так как в 2007 году Петербургский трамвай отпраздновал 100-летний юбилей). На практике из-за частых остановок пиковая скорость движения по полосе не превышает 50 км/ч, а новый подвижной состав (вагоны ЛМ-99АВН) через 1,5 года после запуска по маршруту № 100 был в большинстве своём передан другим трамвайным паркам в обмен на более старый (но более вместительный: на линию вышли сочленённые вагоны типа ЛВС-86), в результате чего сейчас трамвайную линию по пр. Просвещения можно назвать ускоренной лишь с большой натяжкой.

### Белгород
В ходе транспортной реформы в Белгороде 20 сентября 2020 года были запущены выделенные полосы на первом участке улицы Щорса и проспекте Богдана Хмельницкого. С 25 октября 2020 года планируется запуск выделенных полос на втором участке улицы Щорса, улице Преображенской и на проспекте Славы.

## Выделенные полосы в Казахстане
Список выделенных (автобусных) полос (линий) в Алма-Ата (Казахстан) :
1. Первая автобусная полоса в городе — «противошёрстная», проложена с юга на север (только вниз) на односторонних улицах, направленных с севера на юг (только вверх). Улицы являются взаимным продолжением друг друга. Линия проходит по улице Жангельдина только на север от проспекта Раимбека и до проспекта Рыскулова, затем по улице Папанина от проспекта Рыскулова и до улицы Хмельницкого.
2. проспект Абая — полностью от начала (проспект Достык) до конца (улица Момышулы). В узких местах полоса имеет прерывания: 1. от проспекта Абылай хана до улицы Желтоксан 2. на мосту через реку Есентай.
3. проспект Райымбека — от автовокзала Саяхат до улицы Наурызбай батыра и от улицы Кожамкулова (район улицы Аэродромная) и до разворотного моста в районе улицы Ауэзова (Калкаман). В узком месте между улицами Наурызбай батыра и Кожамкулова выделенной полосы нет;
4. проспект Толе би — от улицы Каирбекова до улицы Яссауи с прерыванием восточнее улицы Аэродромная и до проспекта Сейфуллина;
5. улица Желтоксан — от проспекта Абая до проспекта Райымбека (только с юга на север, вниз);
6. улица Наурызбай батыра — от проспекта Райымбека до проспекта Абая (только с севера на юг, вверх);
7. Северное кольцо (шоссе) — от торгового дома «Адем» до пересечения с улицей Бокейханова, полоса огорожена невысоким бордюром[57];
8. улица Макатаева — участок в районе Зелёного базара от улицы Калдаякова до улицы Пушкина (выделенная полоса только в западном направлении).
9. проспект аль-Фараби — три небольших участка: 1. с северной стороны — между улицами Ходжанова и Сыргабекова; 2. с южной стороны — между улицами Розыбакиева и Гагарина (участок выделен и огорожен бордюром); 3. с северной стороны — на пересечении с улицей Желтоксан.
10. проспект Алынсарина — от улицы Жандосова и до улицы Кабдолова.
11. улица Кабдолова — от проспекта Алтынсарина до улицы Утеген батыра.
12. улица Утеген батыра — от улицы Кабдолова до проспекта Райымбека.
13. улица Байтурсынова — небольшой участок севернее улицы Сатпаева и южнее проспекта Абая.

Планируется проложить выделенные полосы по следующим участкам:
1. улица Тимирязева c переходом в часть улицы Жандосова;
2. продолжение проспекта Алтынсарина — улицы Сулейменова и Мустафина;
3. улица Гоголя;
4. проспект Сейфуллина (от проспекта Раимбека и до вокзала «Алматы 1»).